# Twist and Shout
《Twist and Shout》是一首1961年由菲尔·梅德勒和伯特·伯恩斯创作的歌曲（署名为“伯特·罗塞尔”）。这首歌原来被命名为《Shake It Up, Baby》，由 Top Notes乐队录制。它被艾斯禮兄弟合唱團翻唱后成为一首打榜歌曲，之后被披头士乐队翻唱并收录于他们的首张专辑《Please Please Me》中。这首歌也在1967年被媽媽與爸爸合唱團在专辑《Deliver》中以谣曲风格翻唱，以及被奇里夫·李察在电影原声带中翻唱，还被The Tremeloes乐队翻唱。1994年1月，Chaka Demus & Pliers乐队的版本在英国排行榜上登顶第一。谁人乐队（The Who）在整个职业生涯中经常在现场表演该曲。布鲁斯·斯普林斯汀自1973年起在现场演出该曲超过350次，通常在演唱会的结尾演唱。

## Top Notes的《Shake It Up, Baby》
1961年，大西洋唱片公司（Atlantic Records）的制作人菲尔·斯贝克特被要求为新的歌唱组合Top Notes制作一首单曲《Shake It Up, Baby》。这是斯贝克特完善他的“声墙”技术之前，因此唱片缺少乐队现场演出中的能量。词曲作者伯特·罗塞尔认为斯贝克特毁了这首歌，出去找人演示给他看这首歌应该如何完成。

## 艾斯禮兄弟合唱團的版本
当1962年艾斯禮兄弟合唱團决定录制这首歌时，罗塞尔选择担任制作人，为向斯贝克特演示了他想要歌曲呈现的样子。 录制的成果捕捉到了乐队表演的神韵，成为他们第一首在“公告牌百强单曲榜”上达到前20位置的歌曲。
艾斯禮兄弟合唱團的版本使这首歌第一次成为大热打榜歌曲，在美国流行乐排行榜上达到第17位，在节奏布鲁斯榜单上达到第2位。这首歌很快成为1960年代早期被经常翻唱的节奏布鲁斯歌曲。

### 参与人员
- 羅納德·艾斯禮（英语：Ronald Isley） – 领唱
- 小歐凱利·艾斯禮（英语：O'Kelly Isley Jr.） – 背景和声
- 魯道夫·艾斯禮（英语：Rudolph Isley） – 背景和声
- 伯特·罗塞尔 – 制作人
- Eric Gale; 吉他
- Trade Martin; 吉他
- Cornell Dupree; 吉他
- Chuck Rainey; 贝斯
- Paul Griffin; 钢琴
- King Curtis; 萨克斯风
- Gary Chester; 架子鼓

## 披头士乐队的版本
1963年2月11日，披头士在一天13小时内完成了首张专辑《Please Please Me》的11首歌的录制。由约翰·列侬领唱的《Twist and Shout》是最后一首录制的歌曲；制作人乔治·马丁知道这首歌会对列侬的嗓音有损伤，因此把它留到最后，当时离预定的录音时间结束还剩15分钟。
列侬那时被感冒困扰，用喝牛奶和吮吸咳嗽药水的方法来舒缓嗓子。他的咳嗽声以及感冒对声音的影响能在专辑上听到。即使如此，这首歌的演唱表现令人难忘：沙哑、充满力量的摇滚嗓。列侬后来说录完这首歌后的很长一段时间他的声音都没恢复，以及“每次吞咽时，都像砂纸一样”。
乐队尝试录制了第二次，但列侬已经无法有质量地完成，第二次录音被放弃了。乔治·马丁说：“我的确试了第二次……但列侬已经失声了。”

### 参与人员
- 约翰·列侬 – 领唱、节奏吉他
- 保罗·麦卡特尼 – 贝斯、背景和声
- 乔治·哈里森 – 主音吉他、背景和声
- 林戈·斯塔尔 – 架子鼓

## 脚注
1. ↑  Cad, Saint. . listverse.com.   [June 21, 2013]. （原始内容存档于2014-03-31）.
2. 1 2  .   [2014-03-15]. （原始内容存档于2012-07-29）.
3. ↑  Perone, James E. . As had been the case with the Beatles' debut album "Please Please Me", ... the album concludes with a hard-rocking cover"
4. ↑  The Beatles. The Beatles Anthology. Chronicle Books, LLC, 2000.
5. ↑  Ian MacDonald, "Revolution in the Head"
6. ↑  Mark Lewisohn, The Complete Beatles Recording Sessions